# Ginatilan
Ginatilan est une municipalité de la province de Cebu, au sud-ouest de l'île de Cebu, aux Philippines.

## Généralités
Elle est entourée des municipalités de Samboan au sud, Malabuyoc au nord, Oslob à l'est, et du Détroit de Tañon à l'ouest.
Elle est administrativement constituée de 14 barangays (quartiers/districts/villages) :
- Anao
- Cagsing
- Calabawan
- Cambagte
- Campisong
- Cañorong
- Guiwanon
- Looc
- Malatbo
- Mangaco
- Palanas
- Poblacion
- Salamanca
- San Roque

Sa population en 2019 est d'environ 18 000 habitants.

## Personnalités
- saint Pierre Calungsod, catéchiste philippin, missionnaire et martyr, y est né